# 沈允熬
沈允熬（1937年7月—），浙江慈溪人，中华人民共和国政治人物、外交官。

## 生平
1960年，毕业于外交学院，同年进入中华人民共和国外交部工作。1986年，接替魏宝善，担任中华人民共和国驻阿根廷大使。1988年，由李国新接任，其改任中华人民共和国驻巴西大使。1996年，接替张沙鹰，担任中华人民共和国驻墨西哥大使。2001年，由李金章接任。

## 著作
- 《外交官带你看世界：西半球文明古国—墨西哥》，《我们生活在同一个地球——外交官带你看世界》丛书之一
- 《南极之行》
- 《忆平托律师》
- 《阿根廷传奇女性埃娃·庇隆》
- 《拉美第一位女总统伊莎贝尔》
- 《格瓦拉与中国大使的诀别》
- 《情系大洋彼岸》